# Данијела Нијевес
Данијела Нијевес (енгл. Daniela Nieves; Маракаибо, 4. јул 1997) америчка је глумица. Позната је по улози Енди Круз у серијама Тинејџ вештица и Академија чаролија. Од 2022. године глуми Лису Драгомир у серији Вампирска академија.

## Филмографија
| Година     | Српски наслов       | Изворни наслов | Улога              | Напомене                                             |
| ---------- | ------------------- | -------------- | ------------------ | ---------------------------------------------------- |
| 2006.      | Бела удовица        |                | Патриција Гиралдо  | Епизода #1.1                                         |
| 2008.      | Анали               |                | Адријана Монтијел  | Споредна улога, 108 епизода                          |
| 2011.      | Собарица и сенатор  |                | Алехандра Варела   | Епизода: „Велико лансирање”                          |
| 2014.      | Моје срце је твоје  |                | Гвадалупе Мартинез | Епизода: „Волим те!”                                 |
| 2014—2015. | Тинејџ вештица      |                | Енди Круз          | Главна улога, 83 епизоде                             |
| 2015.      |                     |                | Енди Круз          | Епизода: „Тинејџ вештица”                            |
| 2015.      | Академија чаролија  |                | Енди Круз          | Главна улога, 20 епизода                             |
| 2018.      |                     |                | Ананда             | Споредна улога (1. сезона); главна улога (2. сезона) |
| 2022.      |                     |                | Лиса               | Филм                                                 |
| 2022—данас | Вампирска академија |                | Лиса Драгомир      | Главна улога, 10 епизода                             |